# Deborah Palmer
Deborah „Debbie” Palmer (ur. 27 lutego 1957) – australijska pływaczka, olimpijczyk.
Reprezentowała Australię na Letnich Igrzyskach Olimpijskich 1972, które odbyły się w Monachium.